# Annada
Annada és una població dels Estats Units a l'estat de Missouri. Segons el cens del 2000 tenia 48 habitants.

## Demografia
Segons el cens del 2000, Annada tenia 48 habitants, 22 habitatges, i 8 famílies. La densitat de població era de 308,9 habitants per km².
Dels 22 habitatges en un 22,7% hi vivien nens de menys de 18 anys, en un 36,4% hi vivien parelles casades, en un 0% dones solteres, i en un 59,1% no eren unitats familiars. En el 54,5% dels habitatges hi vivien persones soles el 27,3% de les quals corresponia a persones de 65 anys o més que vivien soles. El nombre mitjà de persones vivint en cada habitatge era de 2,18 i el nombre mitjà de persones que vivien en cada família era de 3,67.
Per edats la població es repartia de la següent manera: un 27,1% tenia menys de 18 anys, un 4,2% entre 18 i 24, un 29,2% entre 25 i 44, un 20,8% de 45 a 60 i un 18,8% 65 anys o més.
L'edat mediana era de 40 anys. Per cada 100 dones de 18 o més anys hi havia 218,2 homes.
La renda mediana per habitatge era de 25.500 $ i la renda mediana per família de 28.333 $. Els homes tenien una renda mediana de 26.250 $ mentre que les dones 0 $. La renda per capita de la població era de 15.423 $. Cap de les famílies i el 15,4% de la població estaven per davall del llindar de pobresa.

## Poblacions més properes
El següent diagrama mostra les poblacions més properes.